# ناتالي جاي روب
ناتالي جاي روب (بالإنجليزية: Natalie J. Robb)‏ هي ممثلة بريطانية، ولدت في 3 ديسمبر 1974 في بلزهيل ‏ في المملكة المتحدة.

## وصلات خارجية
- ناتالي جاي روب على موقع IMDb (الإنجليزية)
- ناتالي جاي روب على موقع ألو سيني (الفرنسية)
- ناتالي جاي روب على موقع قاعدة بيانات الفيلم (الإنجليزية)
- ناتالي جاي روب على موقع كينوبويسك (الروسية)